# Orlen Unipetrol Doprava
Die Firma ORLEN Unipetrol Doprava s.r.o. (VKM: UNIDO) ist ein tschechisches Gütertransportunternehmen im Schienenverkehr und gehört zu der Muttergesellschaft Orlen Unipetrol. UNIDO bietet die Vermietung von Kesselwagen an, betreibt eine Dämpf- und Reinigungsstation für Kessel und setzt in ihren Werkstätten Schienenfahrzeuge instand. Das Unternehmen entstand 1995 unter dem Namen CHEMOPETROL – DOPRAVA a.s. Die damalige Bezeichnung charakterisiert die Entstehung des Unternehmens: Es handelte sich um die Ausgliederung des Bahnbetriebs auf dem Gleisanschluss der Chemiewerke Chemopetrol in Litvínov.
Anfangs befasste sich das Unternehmen also lediglich mit dem Betrieb auf dem Gleisanschluss in Litvínov, aber im Zusammenhang mit der Eingliederung von Chemopetrol in die Gruppe UNIPETROL begann das Unternehmen, schrittweise den Betrieb weiterer Gleisanschlüsse chemischer Werke im Rahmen dieser Gruppe zu übernehmen. Derzeit bedient das Unternehmen Gleisanschlüsse in Litvínov, Kralupy nad Vltavou, Neratovice, Pardubice, Semtín und Kolín. 2003 erhielt das Unternehmen dann seinen aktuellen Namen.

## Betrieb auf dem Netz der SŽDC
Derzeit befasst sich Unipetrol Doprava neben dem Betrieb von Gleisanschlüssen auch mit dem Schienengüterverkehr auf den Strecken der SŽDC. Es handelt sich vor allem um den Transport chemischer Erzeugnisse zwischen den einzelnen Unternehmen der Gruppe UNIPETROL, aber in Kooperation mit ausländischen Verkehrsunternehmen betreibt sie auch mehrere internationale Relationen in alle umliegenden Staaten.

## Lokomotivpark

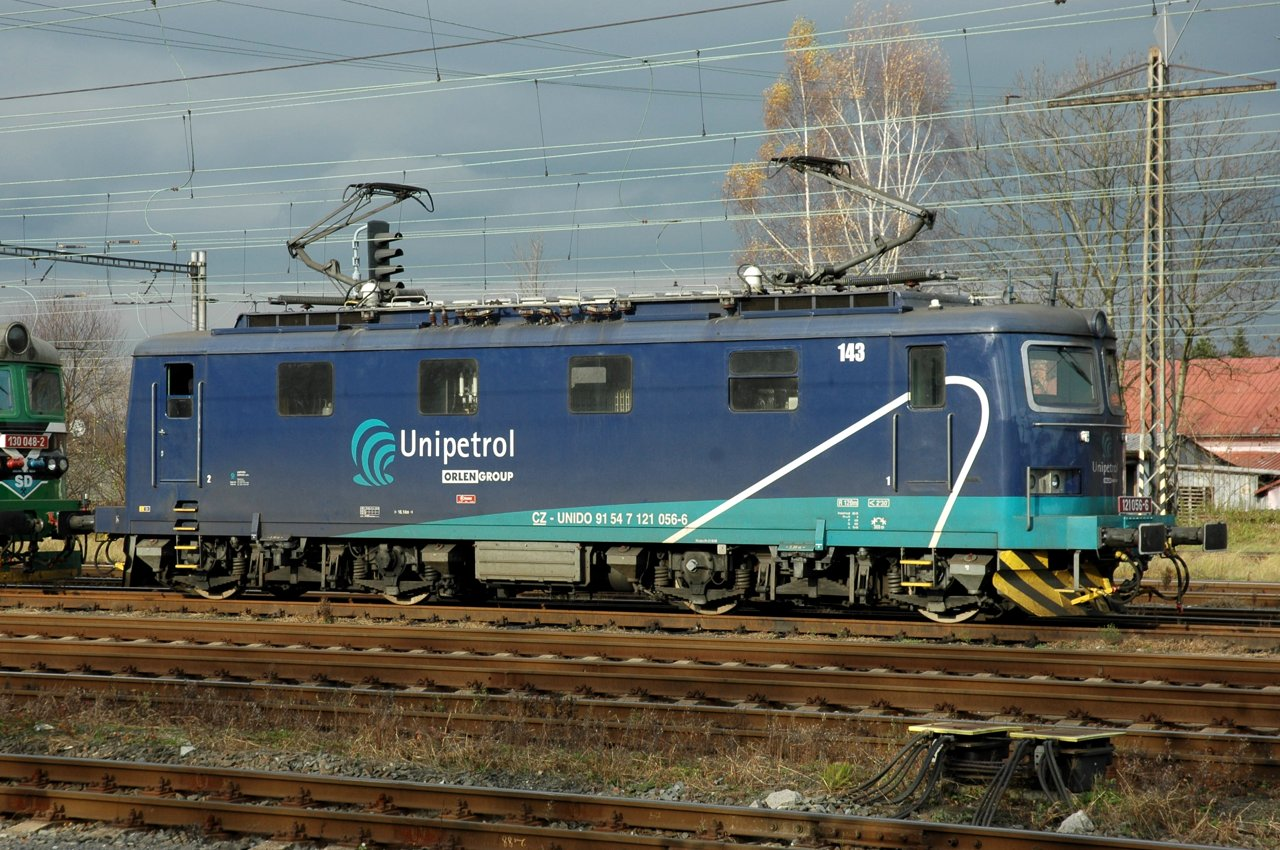
Unipetrol Doprava 121.056 in Petrovice u Karviné

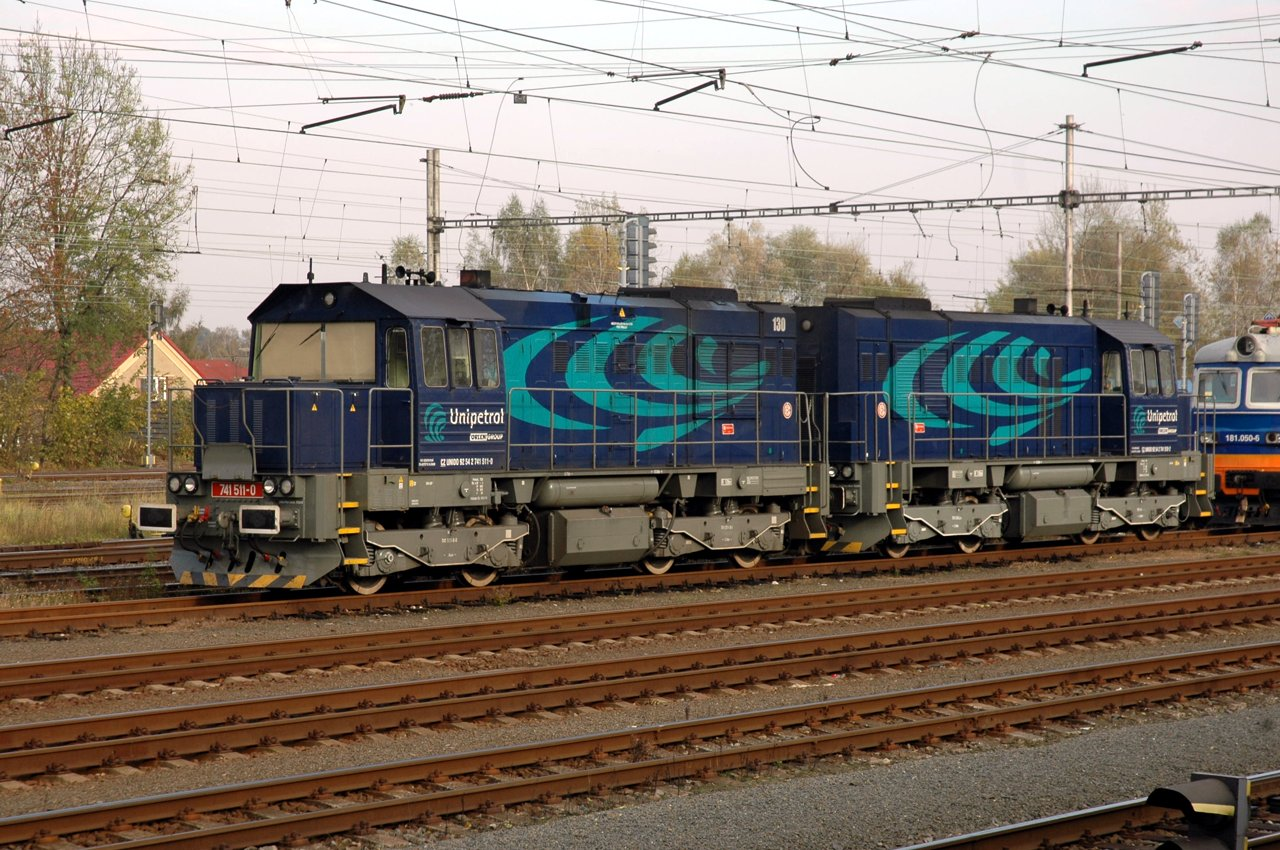
Die gesamte Baureihe 741.5 von Unipetrol Doprava in Petrovice u Karviné

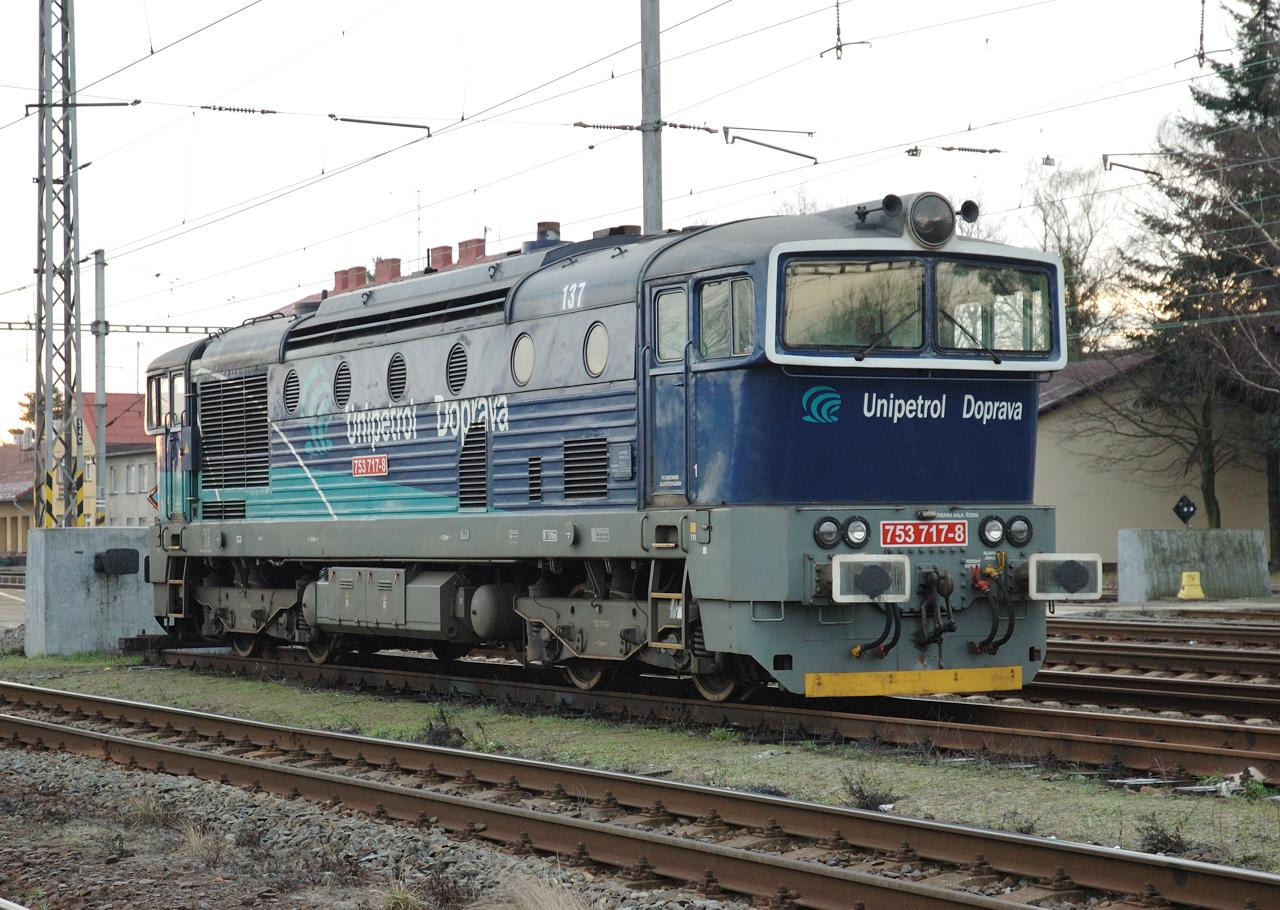
Lokomotive 753.717 von Unipetrol Doprava

Die Basis für den Lokomotivpark für den Streckendienst waren – wie auch bei den sonstigen privaten Verkehrsunternehmen in der Tschechischen Republik – Lokomotiven der Reihe 740, beziehungsweise auch 770 und 771. Die Lokomotiven der Reihen 770 und 771 verkaufte das Unternehmen jedoch und sie erweiterte den Park der Streckenlokomotiven schrittweise um 8 Lokomotiven der Reihe 753.7. Das Verkehrsunternehmen betreibt modernisierte Lokomotiven der Reihe 121.
In den Gleisanschlussbetrieben dieses Unternehmen finden wir auch Lokomotiven der Reihe 740 oder Lokomotiven, die durch deren Modernisierung entstanden (Reihen 724.6,724.7 und 744.7). Ferner dann Lokomotiven der Reihen 711 (Umbau der Reihe 710) und 729.6. Auf dem Gleisanschluss in Litvínov können wir dann zwei Lokomotiven der Reihe 717 (dieselhydraulische Lokomotiven in explosionsgeschützter Ausführung – Typ DHG 700 C, der in den Lokomotivwerken Thyssen Henschel in Kassel gebaut wurde) und einem zu einem Werkstattwagen umgerüsteten Dieseltriebwagen der Reihe 820, begegnen. In Kralupy nad Vltavou werden die Lokomotiven 709.5 mit Doppelsteuerung betrieben.
2010 ließ das Verkehrsunternehmen 6 Lokomotiven 740 zur Reihe 741.5 modernisieren.
2015 mietete Unipetrol Doprava probeweise die Lokomotive TRAXX D-Rpool 186.432.
Die Firma Unipetrol Doprava kaufte im April 2017 drei modulare Mehrsystem-Lokomotiven Vectron MS von der Firma Siemens. 2017 kaufte das Unternehmen von CZ LOKO ferner zwei Lokomotiven vom Typ EffiLiner 1600, die mit der Reihe 753.6 gekennzeichnet sind, konkret handelt es sich um die Lokomotiven 753.606 und 753.607.

## Gleisanschlüsse
Unipetrol Doprava ist gleichzeitig Betreiber mehrerer Gleisanschlüsse – siehe Tabelle:
| Gleisanschluss                 | Anschlussbahnhof           | Eigentümer         |
| Kaučuk základní závod          | Chvatěruby                 | Synthos Kralupy    |
| Feralpi Kralupy nad Vltavou    | Chvatěruby                 | FERALPI-PRAHA      |
| PARAMO, a.s. Kolín I           | Kolín                      | Paramo             |
| PARAMO, a.s. Kolín II          | Kolín                      | Paramo             |
| UNIPETROL RPA, s.r.o. Litvínov | Most nové nádraží          | UNIPETROL RPA      |
| Spolana a.s. Neratovice        | Neratovice                 | Spolana            |
| Lachema Neratovice             | Neratovice                 | Lach-Ner           |
| Paramo, a.s. Pardubice         | Pardubice hlavní nádraží   | Paramo             |
| LC Zelená louka                | Pardubice hlavní nádraží   | D+D Park Pardubice |
| Synthesia (+ Explosia)         | Pardubice-Rosice nad Labem | Synthesia          |
| Kaučuk SKP Úžice               | Úžice                      | Synthos Kralupy    |
| AERO Odolena Voda              | Úžice                      | Aero Vodochody     |